# Dyskryminacja religijna
Dyskryminacja religijna – dyskryminowanie osoby bądź grupy osób ze względu na wyznawaną przez nich religię (bądź niewyznawanie wcale), jak również szczególne traktowanie tych osób. O ile w XXI wieku w większości krajów demokratycznych wyznawana przez kogoś religia jest uważana za sprawę bardziej osobistą niż dawniej, to w epokach wcześniejszych religia była uważana za problem państwowy; zmiana religii zaś uchodziła za zagrożenie dla stabilizacji państwa i spotykała się z represjami.
Dyskryminacja religijna często występowała przed XIX wiekiem, lecz nawet dzisiaj można spotkać się z jej częstymi aktami, np. konflikt muzułmanów i Żydów o Jerozolimę bądź prawa skazujące na śmierć za apostazję w krajach islamskich.
Prawo w wielu monarchiach (islamskich, protestanckich i katolickich) zakazuje członkom dynastii panującej wyznawania innej religii, niż oficjalna religia państwowa. Od ponad 300 lat prawo obowiązujące w Wielkiej Brytanii zabrania członkowi rodziny królewskiej wyznawania katolicyzmu. Obecnie podejmowane są próby zmian w tym zakresie.